# Priječani
Priječani är en ort i Bosnien och Hercegovina.   Den ligger i entiteten Republika Srpska, i den nordvästra delen av landet, 140 km nordväst om huvudstaden Sarajevo. Priječani ligger 170 meter över havet och antalet invånare är 2 101.
Terrängen runt Priječani är varierad. Runt Priječani är det ganska tätbefolkat, med 67 invånare per kvadratkilometer.. Närmaste större samhälle är Banja Luka, 7,9 km sydväst om Priječani. 
Runt Priječani är det i huvudsak tätbebyggt.